# Jeremy Bates
Jeremy Bates (ur. 1 grudnia 1974 w Argillite, Kentucky) – amerykański bokser.
10 listopada 1999 stoczył swój pierwszy pojedynek na zawodowym ringu. W 2 rundzie przez TKO pokonał Amerykanina Reggie'go Stricklanda.
23 kwietnia 2004 Jeremy Bates przegrał z Brianem Minto w 8 rundzie przez techniczny nokaut. Stawką pojedynku był tytuł Mistrza Wirginii Zachodniej.
18 sierpnia 2006 roku Bates zmierzył się z Evanderem Holyfieldem. Jeremy Bates pozwolił przerwać fatalną passę Holyfielda, gdyż była to jego pierwsza wygrana walka od 4 lat i pierwszy nokaut od 9 lat. Holyfield wygrał przez TKO w 2 rundzie.
9 czerwca 2007 w Katowicach Bates przegrał w 2 rundzie przez TKO z Andrzejem Gołotą.
19 października 2007 Jeremy Bates poniósł porażkę w 2 rundzie przez TKO z Kubańczykiem Odlanierem Solisem Fonte. Była to szósta porażka Bates'a z rzędu i piąta przez techniczny nokaut.
18 stycznia 2008 po sześciu przegranych walkach z rzędu Jeremy Bates wygrał jednogłośną decyzją sędziów na punkty z Amerykaninem – Kevinem Raineyem. Było to pierwsze zwycięstwo Bates'a od października 2005 roku.
16 lutego 2008 na gali w Norymberdze, gdzie walczył m.in. Nikołaj Wałujew, Bates przegrał w 3 rundzie przez TKO z Australijczykiem Kalim Meehan'em.
7 listopada 2009 Bates po ponad półtorarocznej przerwie, stoczył pojedynek z Białorusinem Siergiejem Lachowiczem. Amerykanin przegrał w 1 rundzie przez techniczny nokaut.
W 2015 roku, po blisko czteroletniej przerwie w zawodowej karierze Jeremy Bates, stoczył dwa zwycięskie pojedynki, pokonując w lipcu Levi Bowlinga oraz we wrześniu Dante Craiga.